# Bukaresti metró
A bukaresti metró (románul Metroul din București) a román fővárost kiszolgáló földalatti  rendszer. A Metrorex cég által kezelt metró a főváros legjelentősebb[forrás?] tömegközlekedési eszköze. 2004 áprilisában az Alstom francia cég 15 éves szerződést írt alá a metróhálózat működtetésére. A metró teljes hálózatán elektronikus jegyrendszer van alkalmazásban. Minden állomáson beléptetőkapuk találhatóak, amelyek papír alapú mágneskártyákkal működnek. A kártyákat az állomásokon található kioszkokban vagy jegyautomatákból lehet venni.

## Viszonylatok
A metró hálózatán 5 vonal található; a vonalhossz összesen 77,53 km, 63 megállóval.
| Vonal | Útvonal                           | Építés      | Hossz             | Állomások száma | Állomások átlagos távolsága |
| ----- | --------------------------------- | ----------- | ----------------- | --------------- | --------------------------- |
| M1    | Dristor 2 ↔ Pantelimon            | 1979 – 1990 | 31,7 km           | 22              | 1441 m                      |
| M2    | Pipera ↔ Berceni                  | 1986 – 1987 | 18,6 km           | 14              | 1329 m                      |
| M3    | Preciziei ↔ Anghel Saligny        | 1983 – 2008 | 18,8 km           | 15              | 1253 m                      |
| M4    | Gara de Nord ↔ Laminorului        | 2000 – 2011 | 6,1 km            | 8               | 763 m                       |
| M5    | Râul Doamnei ↔ Pantelimon         | 2012 – 2020 | 6,87 km (16,2 km) | 10 (22)         | 736 m                       |
| M6    | Gara de Nord ↔ Aeroportul Otopeni | ? – 2022    | (14,2 km)         | (12)            | 1183 m                      |

## Története
Átadás éve, vonal száma, megállók nevei és a szakaszon átadott állomások száma.
- 1979. november 16.: M1/M3 Timpuri Noi – Petrache Poenaru; 8,63 km, 6 megálló
- 1981. december 28.: M1/M3 Timpuri Noi – Republica; 10,1 km, 6 megálló
- 1983. augusztus 19.: M1/M3 Eroilor – Preciziei; 8,63 km, 5 megálló,
- 1984. december 22.: M1/M3 Semănătoarea – Crângași; 0,97 km, 1 megálló
- 1986. január 24.: M2 Piața Unirii 2 – Berceni; 9,96 km, 8 megálló
- 1987. október 25.: M2 Piața Unirii 2 – Pipera; 8,72 km, 6 megálló
- 1987. december 25.: M1/M3 Crângași – Gara de Nord 1; 2,83 km, 2 megálló
- 1989. augusztus 17.: M1/M3 Gara de Nord 1 – Dristor 2; 7,8 km, 6 megálló
- 1990. január 5.: M1/M3 Republica – Pantelimon; 1,43 km, 1 megálló
- 2000. március 1.: M4 Gara de Nord 2–1 Mai; 3,6 km, 4 megálló
- 2008. november 19.: M1/M3 Nicolae Grigorescu 2 – Anghel Salingy; 4,7 km, 4 megálló
- 2011. július 1.: M4 1 Mai – Parc Bazilescu; 2,5 km, 2 megálló
- 2017. március 31.: M4 Parc Bazilescu – Străulești, 2.1 km, 2 megálló
- 2020. szeptember 15.: M5 Raul Doamnei / Valea Ialomitei – Eroilor 6.9 km, 10 megálló

## Szerelvények
A hálózaton háromfajta szerelvény van használatban:
- ASTRA (Arad) gyártmányú szerelvények, melyek 1978 és 1993 között készültek. A 2000-es évekig a metró gerincét képezték, jelenleg már csak néhány van szolgálatban, az M4-es vonalon.
- Bombardier Movia 346 típusú szerelvények, 2002–2007 között 44 darabot szállítottak le. Ezek az egységek légkondicionáltak, 6 kocsis, teljes hosszában átjárható szerelvényeket alkotnak.
- CAF gyártmányú szerelvények; 2011–2013 között 16 darabot szállítottak le,[5] főleg az M2 vonalon alkalmazzák.

A metrószerelvények 750 V egyenárammal működnek, alsó, harmadik sínről szedve az áramot. A maximális sebesség a hálózaton 80 km/h, a tervezett M5 vonalra 100 km/h.